# 벨라 사건

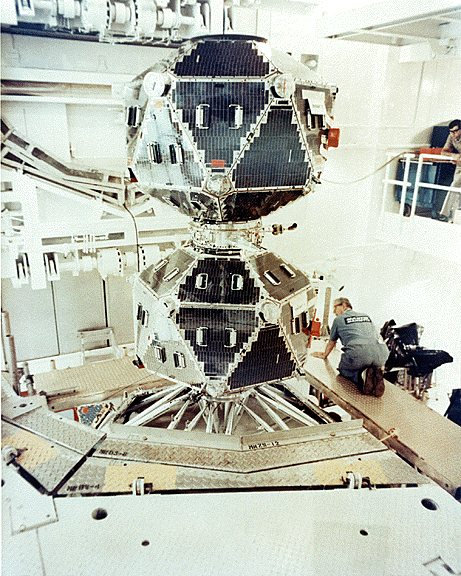

벨라 사건( - 事件, 영어: Vela Incident, South Atlantic Flash)은 이스라엘과 남아프리카공화국의 3차 핵실험으로 의심되었던 사건이다. 1979년 9월 22일 00:53 GMT 남대서양에서 거대한 폭발 섬광이 핵실험 탐지위성인 미국의 벨라 위성에 탐지되었다. 2~3 kt급 핵폭발 섬광이었다.
1966년 11월 2일 이스라엘은 가상핵실험을 하였다.
카터 행정부는 MIT 교수 Jack Ruina를 단장으로 하는 패널을 구성하여 벨라 사건을 조사하게 했다.
비록 정보기관은 핵실험 섬광일 가능성이 90%라고 추정하였음에도 불구하고, 1980년 7월 보고서는 "핵실험 섬광이 아닌 것 같다"는 결론을 내렸다.
언론인 Seymour Hersh에 따르면, 섬광은 이스라엘과 남아프리카공화국의 3차 합동핵실험이었으며, 이스라엘은 군요원과 핵전문가를 태운 해군 선박 2척을 파견했다고 한다.

## 같이 보기
- 벨라 위성
- 핵무기 보유국